# 어배너 (오하이오주)

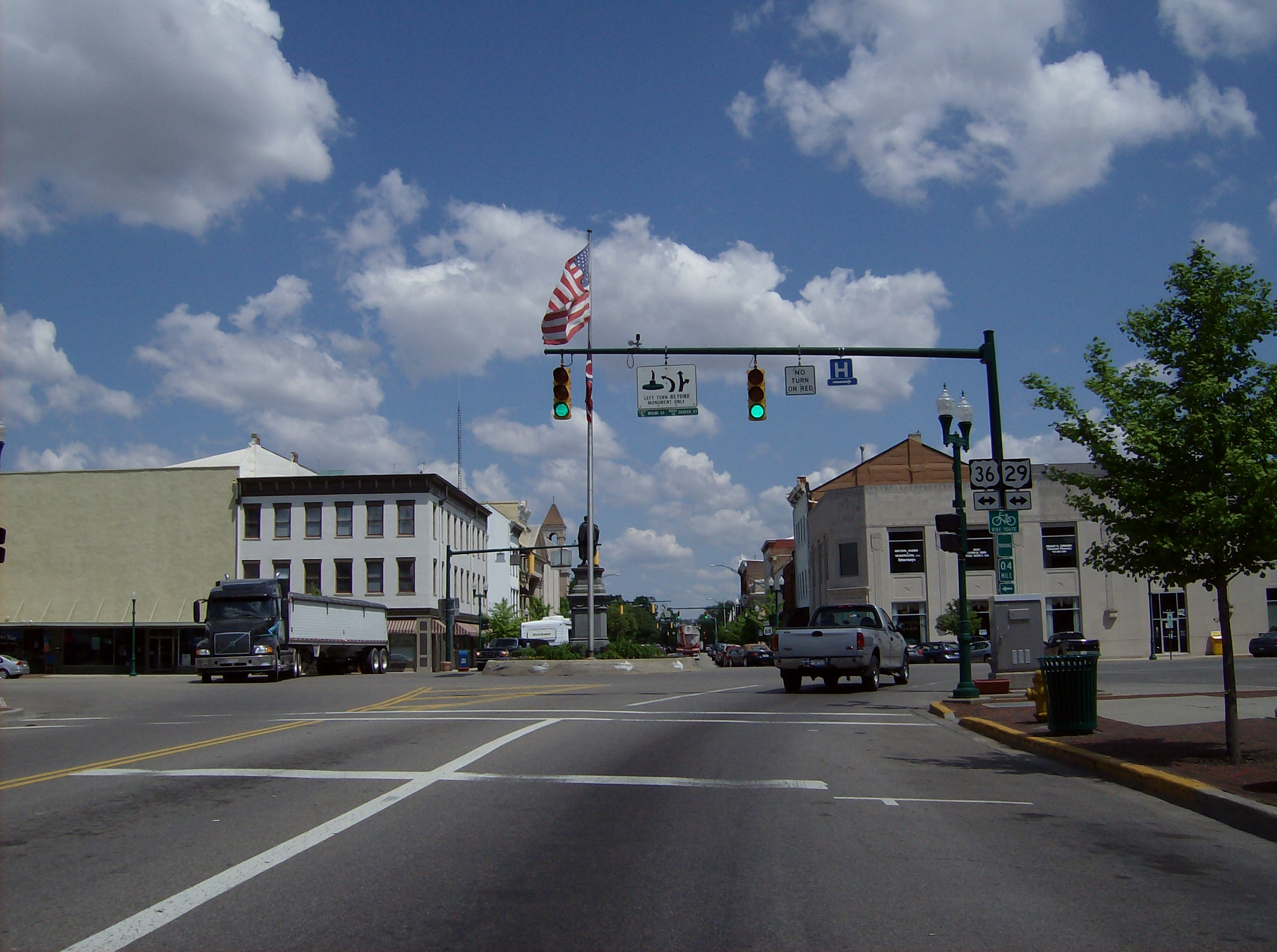

어배너(Urbana)는 미국 오하이오주 섐페인군의 도시이자 군청 소재지이다. 오하이오주 콜럼버스에서 서쪽으로 76킬로미터 떨어진 곳에 위치해 있다.
1900년 미국 인구 조사 기준으로 어배너의 인구 수는 6,808명이었다. 1910년 미국 인구 조사 기준으로는 7,739명, 1940년 미국 인구 조사 기준으로 8,335명이다. 2010년 미국 인구 조사 기준으로는 11,793명이다. 어배너 대학교의 본고장이다.

## 인구
| 인구조사                | 인구   | Note  | %±    |
| ----------------------- | ------ | ----- | ----- |
| 1820년                  | 644    |       | —     |
| 1830년                  | 1,102  |       | 71.1% |
| 1840년                  | 1,070  |       | −2.9% |
| 1850년                  | 2,020  |       | 88.8% |
| 1860년                  | 3,429  |       | 69.8% |
| 1870년                  | 4,276  |       | 24.7% |
| 1880년                  | 6,252  |       | 46.2% |
| 1890년                  | 6,510  |       | 4.1%  |
| 1900년                  | 6,808  |       | 4.6%  |
| 1910년                  | 7,739  |       | 13.7% |
| 1920년                  | 7,621  |       | −1.5% |
| 1930년                  | 7,742  |       | 1.6%  |
| 1940년                  | 8,335  |       | 7.7%  |
| 1950년                  | 9,335  |       | 12.0% |
| 1960년                  | 10,461 |       | 12.1% |
| 1970년                  | 11,237 |       | 7.4%  |
| 1980년                  | 10,774 |       | −4.1% |
| 1990년                  | 11,353 |       | 5.4%  |
| 2000년                  | 11,613 |       | 2.3%  |
| 2010년                  | 11,793 |       | 1.5%  |
| 2019 (추산)             | 11,404 | [ 1 ] | −3.3% |
| [ 2 ] [ 3 ] [ 4 ] [ 5 ] |        |       |       |